# LRRC3
LRRC3 (англ. Leucine rich repeat containing 3) – білок, який кодується однойменним геном, розташованим у людей на короткому плечі 21-ї хромосоми. Довжина поліпептидного ланцюга білка становить 257 амінокислот, а молекулярна маса — 28 108.
| 10         |  | 20         |  | 30         |  | 40         |  | 50         |
| ---------- |  | ---------- |  | ---------- |  | ---------- |  | ---------- |
| MGTVRPPRPS |  | LLLVSTRESC |  | LFLLFCLHLG |  | AACPQPCRCP |  | DHAGAVAVFC |
| SLRGLQEVPE |  | DIPANTVLLK |  | LDANKISHLP |  | DGAFQHLHRL |  | RELDLSHNAI |
| EAIGSATFAG |  | LAGGLRLLDL |  | SYNRIQRIPK |  | DALGKLSAKI |  | RLSHNPLHCE |
| CALQEALWEL |  | KLDPDSVDEI |  | ACHTSVQEEF |  | VGKPLVQALD |  | AGASLCSVPH |
| RTTDVAMLVT |  | MFGWFAMVIA |  | YVVYYVRHNQ |  | EDARRHLEYL |  | KSLPSAPASK |
| DPIGPGP    |  |            |  |            |  |            |  |            |

A: Аланін

C: Цистеїн

D: Аспарагінова кислота

E: Глутамінова кислота

F: Фенілаланін

G: Гліцин

H: Гістидин

I: Ізолейцин

K: Лізин

L: Лейцин

M: Метіонін

N: Аспарагін

P: Пролін

Q: Глутамін

R: Аргінін

S: Серин

T: Треонін

V: Валін

W: Триптофан

Локалізований у мембрані.